# Kathy Liebert
Kathy Liebert (Nashville, 1º ottobre 1967) è una giocatrice di poker statunitense.

## Biografia
Kathy Liebert vinse il suo primo braccialetto WSOP alle World Series of Poker 2004 all'evento $1.500 Limit Hold'em. Alle WSOP 2008 riuscì a centrare un altro tavolo finale WSOP, concludendo al terzo posto e guadagnando $306.064 nell'evento $10.000 Pot-limit Hold'em.
Attualmente risiede a Las Vegas e a Downey.
Al gennaio 2012 le sue vincite totali nei tornei live superano i $5.600.000, di cui $944.137 derivanti esclusivamente dalle WSOP.

## Braccialetti WSOP
| Anno | Torneo                        | Premio   |
| ---- | ----------------------------- | -------- |
| 2004 | $1.500 Limit Hold'em Shootout | $110.180 |